# 伊佐野城
伊佐野城（いさのじょう）は、栃木県矢板市大字下伊佐野小字堀之内にあった日本の城（山城）。築城者、築城年代は不詳。天正18年（1590年）廃城。別称として「堀之内館・堀内館」（ほんのうちやかた）。

## 概要
伊佐野城は、塩谷氏が下野国塩谷郡を治めていた時代に家臣の山本氏の支配の城であったことが知られており、塩谷氏の本城である川崎城の北の守りを成す支城のひとつであった。土豪の館を山に築いた程度の小規模な城で、堀切により守られた主郭と階郭の曲輪により構成される。当地には持宝院という寺があり、現在は城の北側の麓に移転しているが、かつては、城ともに山にあったと伝わり、伊佐野城は半寺半城の城であった。築城年代は不明であるが、伊佐野は『和名抄』にその地名が出てくるほど古く、『矢板市史』では、証拠となるものは何も無いと前置きしながらも、当地が平安末期の伊佐野支配の役所跡である可能性を指摘している。
その歴史については、ほとんど資料が無く不明な点が多い。ただし、時代不詳の城主として鈴木右京という人物があったと伝わる。名前のみで事績が全く伝わっていない。『川崎塩谷伯耆守実録』という書物の永正6年（1509年）6月14日の記述に伊佐野右京之介の名が見え、これが伊佐野を支配した鈴木右京と同一人物であった場合、この時代の武将と推測されるが定かではない。
城は、天正18年（1590年）に伊佐野郷が塩谷氏の支配から、岡本氏の支配に変わった時に廃城になった。

## 堀之内館・堀内館の名称について
この地方では、土地の有力者の住居などがあった場所に「堀之内・堀内」と字名がつけられることが多く、土地を支配した土豪の館や城だけでなく、寺や庄屋の屋敷があった場所にも堀之内という字名がつけられていることがある。そのため、この地方には「堀之内館（堀内館）」（ほんのうちやかた）や「堀之内城（堀内城）」と呼ばれる城は多い。しかし、この名称は、あくまでも通称として考えるべきもので、特定の城をさす名称ではない。このため、城跡に堀之内という字名がつけられるのは東日本に多く、西日本では、そういう事例が少ないということもある。
なお、伊佐野の方言で「ほんのうち」と発音されているが、本来は「ほりのうち」と発音するのが一般的である。

## 代官所時代
城としては、天正18年（1590年）に廃城となるが、正保元年（1644年）9月に岡本氏が改易となると、当地は、幕府領を経て他の大名や旗本などの領地となり、伊佐野城には代官所が設置された。具体的な設置年・廃止年は不明だが、寛文5年（1665年）から延宝6年（1678年）までの那須領時代には代官所が置かれていたことは確かである。

## タカイ様
伊佐野城跡は、地元の人から「タカイ様」と呼ばれているが、明治時代以前に別当の関谷鷹枝氏が居住したことから、その名の鷹枝からタカイ様と屋号のように呼ばれているものであり、城跡に関連するものではない。

## 関連資料
- 『矢板市史』
- 矢板市『遺跡地図』